# Chiesa di San Rocco (Brazzano)
La chiesa di San Rocco è un edificio di culto cattolico situato a Brazzano, frazione di Cormons, in provincia ed arcidiocesi di Gorizia.

## Storia
La chiesa è l'ingrandimento di una antica ancona avvenuto nel corso del Cinquecento; la chiesa venne consacrata il 20 ottobre 1586.

## Descrizione
Si tratta di una costruzione molto semplice, con la facciata sormontata da un frontone triangolare e da bifora campanaria con timpano. Il portale ha un architrave in pietra e l'aula ha travi a vista, mentre l'abside è poligonale con volta gotica a crociera.

## Interno
Domina una pala d'altare risalente al 1707, come riporta la data sul dipinto, che raffigura San Rocco e San Sebastiano, che osservano tra le nubi la Madonna del Rosario con in braccio il Bambino, che tiene una simbolica corona di rose.